# Janet Gunn
Janet Gunn (* 2. November 1961 in Fort Worth, Texas als Janet Lynn Fulkerson) ist eine US-amerikanische Schauspielerin.

## Leben
Gunn absolvierte die Boswell High School in Saginaw, Texas. Vor ihrer Karriere als Schauspielerin arbeitete sie unter anderem als Flugbegleiterin bei Southwest Airlines und als eine der Dallas Cowboys Cheerleaders. Ihr Fernsehdebüt hatte sie als Stuntdouble für Susan Howard in der Serie Dallas. Bekanntheit erlangte sie durch ihre Fernsehserienrollen Kelly Cochrane in Die Verschwörer (1992–1993) und Detective Cassandra St. John in Palm Beach-Duo (1996–1999). Sie spielte in etlichen weiteren Serien, so etwa in Mancuso, FBI (1990), Ein Mann, ein Colt, vier Kinder (1991) und Auf der Flucht (2001). Zu den Filmen, in denen sie zu sehen ist, gehören The Quest – Die Herausforderung (1996), Primal Creatures (1996), Marquis de Sade (1996), Der Teufel in Weiß (1997), Ground Zero – Wenn die Erde bebt (2000), Cahoots (2001), Inferno (2002) und Getting There (2002). Für letzteren Videofilm wurde sie 2003 als beste Nebendarstellerin für den DVD Exclusive Award nominiert.
Gunn war zweimal verheiratet. Aus zweiter Ehe ging ein Kind hervor.

## Filmografie
- 1990: Mancuso, FBI (Fernsehserie, 2 Folgen)
- 1990: Killer unter uns (A Killer Among Us, Fernsehfilm)
- 1991: Paradise – Ein Mann, ein Colt, vier Kinder (Paradise, Fernsehserie, 3 Folgen)
- 1991: In der Hitze der Nacht (In the Heat of the Night, Fernsehserie, eine Folge)
- 1991: 4x Herman (Herman’s Head, Fernsehserie, eine Folge)
- 1992: Super Force (Fernsehserie, 2 Folgen)
- 1992: Dream On (Fernsehserie, eine Folge)
- 1992: The New WKRP in Cincinnati (Fernsehserie, eine Folge)
- 1992: Another Round (Kurzfilm)
- 1992–1993: Die Verschwörer (Dark Justice, Fernsehserie, 21 Folgen)
- 1993: Daddy Dearest (Fernsehserie, 2 Folgen)
- 1994: Renegade – Gnadenlose Jagd (Renegade, Fernsehserie, eine Folge)
- 1995: Night of the Running Man
- 1995: Diagnose: Mord (Diagnosis Murder, Fernsehserie, eine Folge)
- 1995: Pointman (Fernsehserie, eine Folge)
- 1995: Tödliches Spiel (Deadly Games, Fernsehserie, 2 Folgen)
- 1996: Judge Man – Sein Befehl heißt Mord (The Sweeper)
- 1996: Space 2063 (Space: Above and Beyond, Fernsehserie, eine Folge)
- 1996: The Quest – Die Herausforderung (The Quest)
- 1996: Flippers neue Abenteuer (Flipper, Fernsehserie, eine Folge)
- 1996: Primal Creatures
- 1996: Marquis de Sade
- 1996–1999: Palm Beach-Duo (Silk Stalkings, Fernsehserie, 67 Folgen)
- 1997: Der Teufel in Weiß (The Nurse)
- 1997: Always Say Goodbye
- 1999: Sweetwater (Fernsehfilm)
- 2000: Ground Zero – Wenn die Erde bebt (Ground Zero)
- 2001: Cahoots
- 2001: Auf der Flucht (The Fugitive, Fernsehserie, 3 Folgen)
- 2001: Lost Voyage – Das Geisterschiff (Lost Voyage, Fernsehfilm)
- 2002: CSI: Vegas (CSI: Crime Scene Investigation, Fernsehserie, eine Folge)
- 2002: Inferno – Gefangen im Feuer (Inferno)
- 2002: Getting There
- 2005: Crossing Jordan – Pathologin mit Profil (Crossing Jordan, Fernsehserie, eine Folge)
- 2007: Eyes (Fernsehserie, eine Folge)
- 2013: Lost on Purpose

## Auszeichnung/Nominierung
- 2003: DVD-Exclusive-Award-Nominierung als beste Nebendarstellerin für Getting There.